# Chibchanirvana
Chibchanirvana är ett släkte av insekter. Chibchanirvana ingår i familjen dvärgstritar.
Kladogram enligt Catalogue of Life:
| Chibchanirvana | \| \| Chibchanirvana bispinosa \| \| \| \| \| \| Chibchanirvana quadrispinosa \| \| \| \| |
|                | \| \| Chibchanirvana bispinosa \| \| \| \| \| \| Chibchanirvana quadrispinosa \| \| \| \| |
|                | Chibchanirvana bispinosa                                                                  |
|                |                                                                                           |
|                | Chibchanirvana quadrispinosa                                                              |
|                |                                                                                           |